# Mitreum

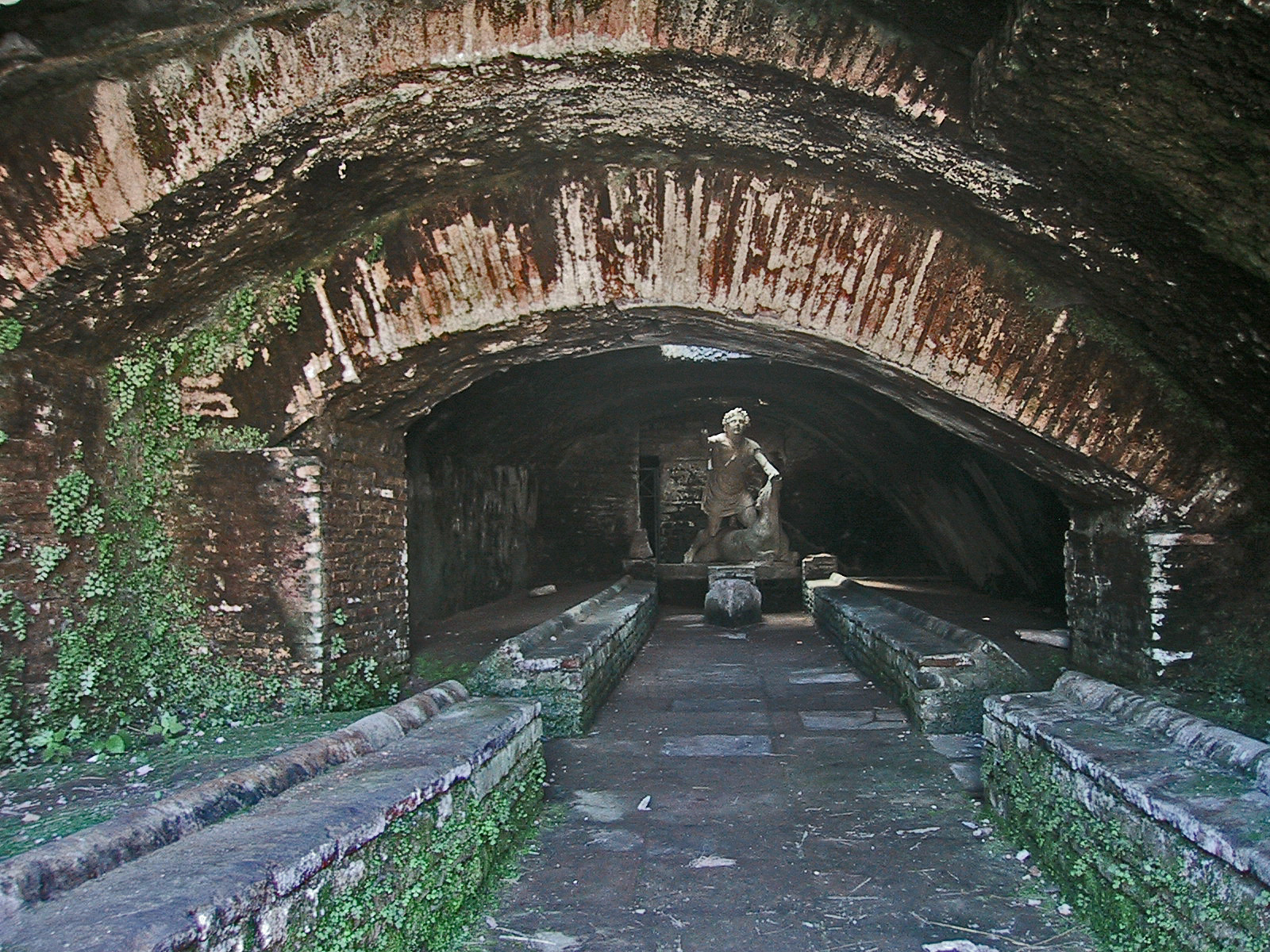
Mitreum w Ostii

Mitreum (łac. mithraeum) – świątynia poświęcona perskiemu bogu Mitrze, budowana na terytoriach cesarstwa rzymskiego w II–V wieku.
Były to świątynie naśladujące groty skalne, zagłębione poniżej terenu, często kute w skale w postaci hypogeum. Miały kształt podłużnej nawy zakończonej apsydą, w której umieszczano posąg bóstwa albo relief z przedstawieniem Mitry zabijającego byka.
Obrzędy odbywały się przed wyobrażeniem postaci Mitry Tauroktonosa (dosł. „zabijającego byka”). Scena taurobolium przedstawiana była w postaci malowidła, płaskorzeźby bądź grupy rzeźbiarskiej ukazujących młodzieńca w perskim stroju w scenie walki z potężnym bykiem (symbolem niszczącej siły), którego krew spija wąż (alegoria nasiąkającej życiodajnym płynem ziemi rodzicielki). Obok dobra powstaje zło ukazane symbolicznie jako skorpion zatruwający jadem byczą spermę, która także wsiąka w ziemię.